# SG Siemens Erlangen
Die SG Siemens Erlangen – genauer Sportgemeinschaft Siemens Erlangen – ist ein Siemens-Betriebssportverein in Erlangen. Im Tischtennis spielte die Damenmannschaft in der 1972 gegründeten Bundesliga.

## Schwimmen

### Geschichte
Die Schwimmabteilung der SG Siemens Erlangen ist eine der ältesten Abteilungen in der Sportgemeinschaft.
Sie ist seit 1981 Mitglied in der SSG 81 Erlangen, gemeinsam mit dem Schwimmverein Erlangen.
Ziel ist es, die Menschen in Erlangen von klein auf an das Element "Wasser" heranzuführen und ihnen eine Grundlagenausbildung im Schwimmen zu geben.
Vom Seepferdchen bis hin zum Olympiateilnehmer reicht der Weg der aktiven und ehemaligen Mitglieder.

### Bekannte Aktive
Berühmteste Mitglieder waren z. B. die Weltmeisterin und Olympiateilnehmerin Hannah Stockbauer sowie die Olympiateilnehmer und Zwillinge Bengt Zikarsky und Björn Zikarsky.

## Tischtennis

### Geschichte
Die Tischtennis-Sparte wurde auf Initiative von Gustl Stührk am 5. März 1954 als TTC Blau-Gold Siemens Erlangen gegründet. 1955 schloss man sich der Sportgemeinschaft Siemens Erlangen an. Seit 2007 ist man ein in die Freizeitgemeinschaft Siemens Erlangen integrierter selbständiger und gemeinnütziger Verein.

### Damenmannschaft
Die Damenmannschaft stieg 1970 von der Bayernliga in die Oberliga, die damals höchste deutsche Spielklasse, auf. 1972 gehörte sie zu den Vereinen der neu gegründeten zweigeteilten Bundesliga. In der Besetzung Traudl Daniel (geborene Kunstmann), Eva Heinke, Petra Gassong, Christel Höhn, Gisela Fiedler (geborene Reiter), Brigitte Bauer (geborene Reiter), Pia Burschet und Ursula Brandt wurde der Aufstieg erreicht. In der Saison 1972/73 wurde sie in der Gruppe Südwest Vorletzter. Wegen des letzten Platzes im Folgejahr musste sie 1974 wieder absteigen.
Nach dem Rückzug in die Mittelfrankenliga 1981 spielten die Damen in den folgenden Jahren in der Landes- und Bayernliga sowie von 1994 bis 1998 in der Oberliga. Danach war die Mannschaft nur noch auf Bezirksebene aktiv.

### Herrenmannschaft
Die Herren waren lediglich auf der Landesebene in Bayern erfolgreich.

### Bekannte Aktive
- Petra Gassong: 151 Turniersiege, Teilnahme an einer Jugend-Europameisterschaft[1]
- Herbert Hirschfelder: 1983 Europameister der Gehörlosen im Doppel[1]
- Horst Thein (1961/62)